# Khuchumuela
Khuchumuela är en ort i Bolivia.   Den ligger i departementet Cochabamba, i den centrala delen av landet, 160 km norr om huvudstaden Sucre. Khuchumuela ligger 2 896 meter över havet och antalet invånare är 448.
Terrängen runt Khuchumuela är huvudsakligen kuperad, men åt nordväst är den platt. Närmaste större samhälle är Punata, 11,5 km nordväst om Khuchumuela.
Trakten runt Khuchumuela består i huvudsak av gräsmarker. Runt Khuchumuela är det glesbefolkat, med 13 invånare per kvadratkilometer.